# Mertensophryne lindneri
Mertensophryne lindneri là một loài cóc trong họ Bufonidae.
Nó được tìm thấy ở Malawi, Mozambique, và Tanzania.
Các môi trường sống tự nhiên của chúng là các khu rừng khô nhiệt đới hoặc cận nhiệt đới, xavan ẩm, vùng đất có cây bụi nhiệt đới hoặc cận nhiệt đới, vùng cây bụi ẩm khu vực nhiệt đới hoặc cận nhiệt đới, sông, sông có nước theo mùa, đầm nước ngọt, đầm nước ngọt có nước theo mùa, vùng nhiều đá, đất canh tác, các đồn điền, vườn nông thôn, các vùng đô thị, và các khu rừng trước đây bị suy thoái nặng nề. Loài này đang bị đe dọa do mất nơi sống.